# Distrito de Burgenland
El distrito de Burgenland es uno de los once distritos que, junto con las tres ciudades independientes de Dessau, Halle y Magdeburgo, forman el estado federado alemán de Sajonia-Anhalt. Limita al norte con el distrito de Saale, al este con el estado federado de Sajonia, y al sur y oeste con el estado federado de Turingia. Su capital es la ciudad de Naumburgo.
Tiene una superficie de 1413 km², una población a finales de 2016 de 184 081 habs. y una densidad de población de 130 hab/km². El río Saale, un afluente del río Elba por la izquierda, fluye en dirección noreste por este distrito.

## Historia
El distrito fue formado en la reforma del año 2007 a partir de los antiguos distritos de Burgenland y Weißenfels.

## Ciudades y municipios
1. Hohenmölsen
2. Lützen
3. Naumburgo
4. Teuchern
5. Weißenfels
6. Zeitz
7. Elsteraue